# Усман, Мариам
Мариам Усман (англ. Mariam Usman; род. 9 ноября 1990 в Нигерии) — нигерийская тяжелоатлетка, бронзовый призёр Чемпионата мира 2011 года, серебряный призёр Всеафриканских игр 2007 года в весовой категории свыше 75 килограмм.

## Карьера
Первый крупный успех пришёл к Мариам Усман в 2007 году на Всеафриканских играх, где она завоевала серебряную медаль подняв в общей сложности 248 кг. На Чемпионате мира того же года она показала девятый результат.
В 2008 году она выиграла Чемпионат Африки с результатом 265 кг. На Олимпийских играх в Пекине Усман соревновались в весовой категории до 75 кг и стала пятой, подняв суммарный вес в 265 кг.
На Чемпионате мира 2011 года, проходившем в Париже спортсменка завоевала бронзовую медаль, уступив только Чжоу Лулу из Китая и россиянке Татьяне Кашириной.
На Олимпийских играх 2012 года в Лондоне на легкоатлетическом помосте Усман успеха не добилась. В рывке она подняла только 129 кг, а за три попытки в толчке не смогла поднять штангу ни разу.